# 별 내리는 왕국의 니나
별 내리는 왕국의 니나(일본어: 星降る王国のニナ, Nina the Starry Bride)는 리카치(Rikachi)가 쓰고 그림을 그린 일본 만화 시리즈이다. 이 시리즈는 2019년 10월 Be Love에서 연재를 시작했다. 2024년 4월 기준 이 시리즈는 13권의 단행본으로 수집되었다. SIGNAL.MD가 제작한 애니메이션 TV 시리즈는 2024년 10월에 첫 방송될 예정이다.
2022년에는 별의 신부 니나가 제46회 고단샤 만화상 소녀 만화 부문을 수상했다.

## 평가
별 내리는 왕국의 니나는 2022년 제46회 고단샤 만화상 소녀 만화 부문을 수상했다. 리얼 사운드의 시라이시 유카는 이 시리즈를 2021년 6번째 베스트 만화로 선정했다.